# 윌리엄스 자매

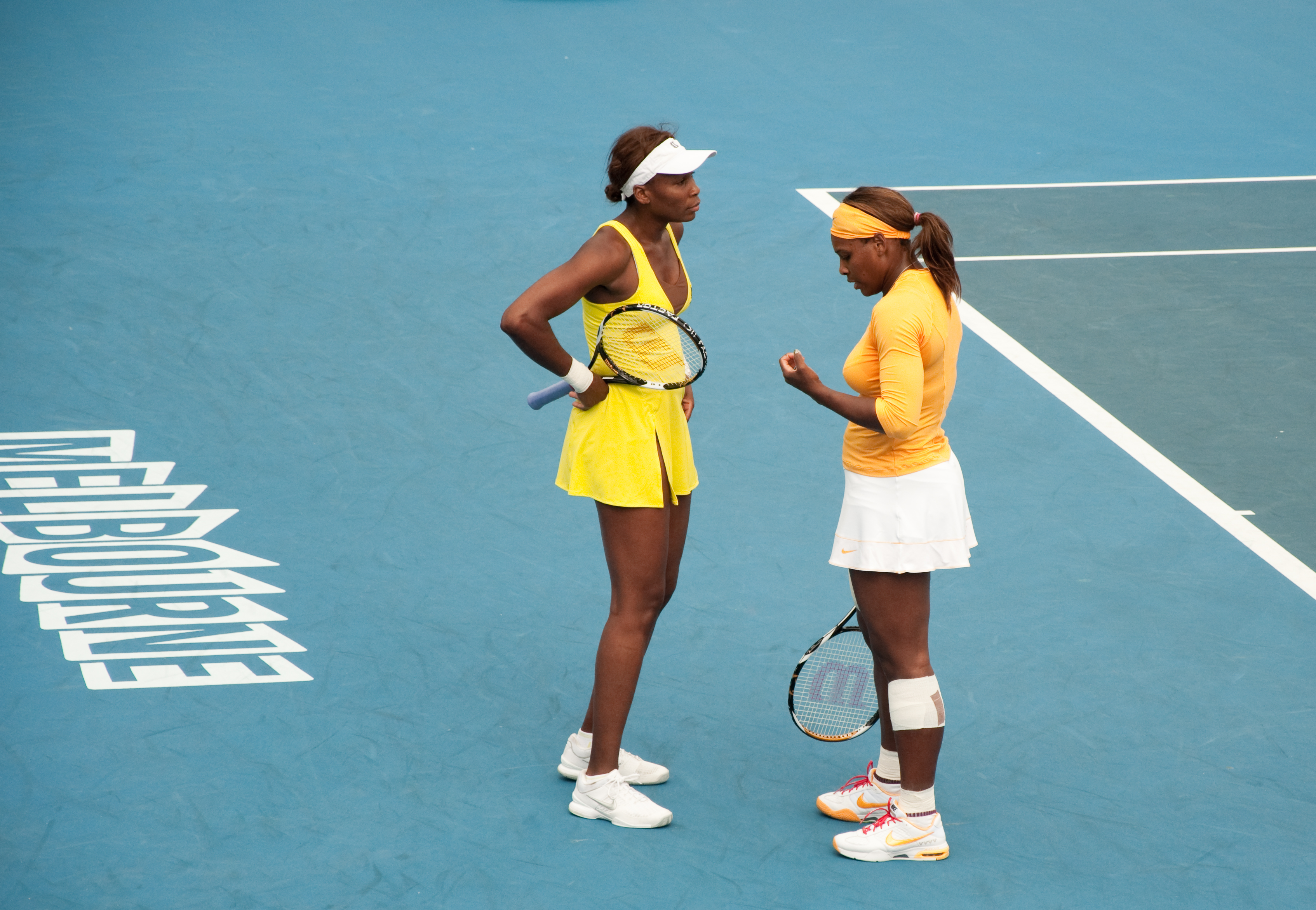
2010년 오스트레일리아 오픈에서 대화를 나누는 윌리엄스 자매

윌리엄스 자매는 미국의 여자 프로 테니스 선수 자매이다. 1980년생으로 그랜드 슬램 대회 여자 단식 7회 우승의 언니 비너스 윌리엄스와 1981년생으로 그랜드 슬램 대회 여자 단식 15회 우승의 동생 세레나 윌리엄스 자매이다. 2001년 US 오픈과 2009년 윔블던 등 그랜드 슬램 여자 단체 결승에서만 7차례 만난 맞수이기도 하다. 또한 둘이 함께 여자 복식 팀을 이뤄 그랜드 슬램 대회에서 13차례 우승을 차지하기도 했다.